# رست كول
روستن سبنسر "رست" كول هي شخصية خيالية أداها ماثيو ماكونهي في الموسم الأول من المسلسل التلفزيوني المختار محقق فذ على قناة إتش بي أو. يعمل كمحقق في جرائم القتل في شرطة ولاية لويزيانا (LSP) جنبًا إلى جنب مع شريكه مارتي هارت، الذي أداها وودي هارلسون. يتبع الموسم مطاردة كول وهارت لقاتل متسلسل في لويزيانا على مدار 17 عامًا.
نالت شخصية أداء رست كول وماثيو ماكونهي استحسان النقاد. حصل ماكونهي على جائزة اختيار النقاد للتلفزيون وترشيحات لجائزة جولدن جلوب، وجائزة الإيمي برايم تايم، وجائزة نقابة ممثلي الشاشة عن أدائه.

## نظرة عامة على الشخصية
قدم كول باعتباره محققًا موهوبًا ولكن مضطربًا للغاية والذي أجري نقله حديثًا إلى قسم التحقيقات الجنائية (CID) التابع لـLSP. كول كلبي منعزل، وهو متشائم ويعتقد أن البشر مجرد "لحوم واعية".
يقضي كول وقت فراغه مهووسًا بكل تفاصيل الجريمة، ويخزن الأدلة ويحتفظ بملاحظات مكثفة في دفتر الأستاذ، مما أكسبه اللقب الساخر "The Taxman" بين زملائه.
كول مدخن سجائر شره، وعلامته التجارية المفضلة هي الجمل.
يكشف المسلسل تدريجيًا عن خلفية كول الدرامية. وُلِد في جنوب تكساس لكنه نشأ في ألاسكا على يد والده المخضرم الذي نجا من فيتنام بعد طلاق والديه. انضم إلى قسم شرطة هيوستن عندما كان شابًا وأصبح محققًا في فرقة سرقة. في وقت ما في منتصف وأواخر الثمانينيات، صدمت سيارة ابنته صوفيا البالغة من العمر عامين وقتلت؛ مأساة دمرت زواجه. بعد أن دمرته الخسارة، أصبح كول غير مستقر بشكل متزايد، مما أدى في النهاية إلى مقتل مدمن الميثامفيتامين الكريستالي الذي حقن طفله بالمخدرات. عرض عليه رؤساؤه فرصة لتجنب السجن من خلال العمل كمخبر سري للمخدرات في منطقة تهريب المخدرات عالية الكثافة (HIDTA)، وهو ما فعله لمدة أربع سنوات؛ يشير كول إلى أن هذا كان أكثر من أربعة أضعاف المدة التي ظل فيها معظم المحققين السريين. خلال هذه المهمة، أصبح كول مدمنًا على المخدرات، وفي النهاية قتل ثلاثة من أعضاء عصابات المخدرات في تبادل لإطلاق النار في ميناء هيوستن، بينما أطلق النار عليه عدة مرات.
أثناء تعافيه، نقل إلى مستشفى للأمراض النفسية في لوبوك. عند إطلاق سراحه، عُرض عليه التقاعد مع معاش تقاعدي كامل، لكنه رفض هذا العرض لصالح النقل إلى وحدة جرائم القتل. ثم نقله رؤساؤه إلى لويزيانا، حيث يعيش فقط من أجل عمله. يعاني كول أيضًا من الحس المواكب ويعاني من الهلوسة بسبب سنوات تعاطيه للمخدرات في الخفاء.
تدور أحداث المسلسل في فترتين زمنيتين: 1995-2002، حيث يعمل كول وهارت معًا للعثور على القاتل؛ وعام 2012، عندما خضع كول، الذي ترك الآن قوة الشرطة وأصبح مدمنًا على الكحول، لمقابلة مع محققي LSP ماينارد جيلبو وتوماس بابانيا بخصوص جرائم القتل. يرى كول من خلال المحققين، ويدرك أنهم يعتقدون أنه القاتل. يستخدم المقابلة لمعرفة المعلومات التي يمتلكها المحققون عنه وعن القضية.

## وصلات خارجية
- الموقع الرسمي
- True Detective  في قاعدة بيانات الأفلام على الإنترنت (بالإنجليزية)